# Pole Position (videojuego)
Pole Position es un videojuego de carreras de coches de Fórmula 1 creado por Namco en 1982 para las máquinas recreativas. Atari se encargó de la distribución del juego en Estados Unidos.
En Pole Position el jugador debe terminar una vuelta completa en un determinado tiempo y así de este modo calificarse para la carrera de Fórmula 1 en la pista de Fuji. Después de la clasificación podrá correr contra otros coches en una carrera del campeonato.
Pole Position fue uno de los primeros juegos arcade de carreras y gozaba de los gráficos más realistas del momento. Fue el pionero en la popular vista trasera de los juegos de conducción que se sigue utilizando incluso en los juegos actuales de última generación.
Este arcade es relevante por utilizar por primera vez en un videojuego microprocesadores de 16 bits, lo que le proporcionaba potencia suficiente para dibujar la pista a 60 imágenes por segundo y una reacción al volante físico del jugador instantánea. Esto le concedía una dificultad y un realismo inaudito para la época, logrando un sonoro éxito comercial y estableciendo un canon para los juegos de conducción.

## Secuela
Una secuela del videojuego, titulada Pole Position II, fue lanzado por Namco en 1983. Al igual que su predecesor, Namco otorgó la licencia de este juego a Atari, Inc. para su fabricación y distribución en los EE. UU.